# Турнір претендентів 2024
Турнір претендентів 2024 року — шаховий турнір на вісім гравців за право зіграти в матчі за звання чемпіона світу. Проходив в Торонто (Канада) 3—21 квітня 2024 року, вперше одночасно з жіночим турніром.
Як і кожен турнір претендентів з 2013 року, це був двоколовий круговий турнір, переможець якого отримав право зіграти на Чемпіонаті світу з шахів 2024 року проти чинного чемпіона світу з шахів Діна Ліженя. Переможцем турніру став 17-річний шахіст з Індії Доммараджу Гукеш.

## Кваліфікація
Одне місце в турнірі здобув гравець, що програв чемпіонський матч 2023 року — Ян Непомнящий. Решту 7 путівок розподілили таким чином: 3 місця на Кубок світу із шахів 2023, 2 місця на Велику швейцарку ФІДЕ 2023, 1 місце на Цикл ФІДЕ 2023 та 1 місце за рейтингом ФІДЕ. Зрештою на турнір кваліфікувалися:
| Метод кваліфікації                                 | Гравець                                            | Вік            | Рейтинг ФІДЕ   | Місце у світі  |
| Метод кваліфікації                                 | Гравець                                            | (квітень 2024) | (квітень 2024) | (квітень 2024) |
| -------------------------------------------------- | -------------------------------------------------- | -------------- | -------------- | -------------- |
| Віцечемпіон 2023 року                              | Ян Непомнящий                                      | 33 роки        | 2758           | 7              |
| Троє найкращих гравців Кубка світу із шахів 2023   | Магнус Карлсен (переможець, відмовився від участі) | 33 роки        | 2830           | 1              |
| Троє найкращих гравців Кубка світу із шахів 2023   | Рамешбабу Прагнанандха (друге місце)               | 18 років       | 2747           | 14             |
| Троє найкращих гравців Кубка світу із шахів 2023   | Фабіано Каруана (третє місце)                      | 31 рік         | 2803           | 2              |
| Троє найкращих гравців Кубка світу із шахів 2023   | Ніджат Абасов (четверте місце, замість Карлсена)   | 28 років       | 2632           | 114            |
| Двоє найкращих гравців Великої швейцарки ФІДЕ 2023 | Відіт Гуджраті (переможець)                        | 29 років       | 2727           | 25             |
| Двоє найкращих гравців Великої швейцарки ФІДЕ 2023 | Хікару Накамура (друге місце)                      | 36 років       | 2789           | 3              |
| Переможець Циклу ФІДЕ 2023                         | Доммараджу Гукеш (друге місце)                     | 17 років       | 2743           | 16             |
| Найвищий рейтинг на січень 2024                    | Аліреза Фіруджа                                    | 20 років       | 2760           | 6              |

1. ↑  Російські учасники грають під прапором ФІДЕ, оскільки ФІДЕ заборонило прапори Росії та Білорусі на своїх турнірах у відповідь на російське вторгнення в Україну.[10]
2. ↑  Фабіано Каруана посів перше місце, але вже кваліфікувався через Кубок.
3. ↑  За умови, що гравець зіграв хоча б у чотирьох турнірах ФІДЕ з класичним контролем часу, які враховуються в циклі ФІДЕ.

Колишній чемпіон світу Магнус Карлсен відмовився від участі в турнірі, його місце перейшло Ніджату Абасову.
У квітні 2022 ФІДЕ анонсувала, що два місця в турнірі претендентів буде надано переможцям Grand Chess Tour, проте пізніше оголошення формату не містило цього пункту без пояснень зміни.
Після слабкого виступу на Сент-Луїсі 2023 Аліреза Фіруджа брав участь у спеціально організованих матчах з дібраними опонентами, що викликало дискусію, хоча з їхнім урахуванням йому не вистачило очків, а зрештою їх і не зарахували в рейтинг. Пізніше він перегнав Веслі Со участю у невеликому відкритому турнірі Руан.
Деякий час у нерозголошених учасників турніру (ймовірно, індійських та російських спортсменів) були проблеми з отриманням візи, що змусило ФІДЕ звернутися до влади Канади та визначити запасне місце в Іспанії, проте зрештою всі учасники отримали візи (аналогічна ситуація була з учасницями жіночого турніру).

## Організація
У турнірі бере участь 8 гравців, які гратимуть за подвійною круговою системою, тобто буде 14 раундів, у яких кожен учасник зустрінеться з кожним іншим двічі: один раз граючи чорними фігурами, другий білими. Переможець турніру отримає право зіграти з Діном Ліженем на Чемпіонаті світу.
Учасники з однієї федерації повинні зіграти один з одним в перших раундах обох половин, щоб уникнути змови у вирішальних іграх. Серед претендентів 2024 року це стосується: Рамешбабу Прагнанандхи, Відіта Гуджраті і Гукеша Доммараджу, які представляють Індію, та Фабіано Каруани і ХІкару Накамури, які представляють Сполучені Штати. Перші троє зустрінуться в 1―3 і 8―10 раундах, другі — в 1 і 8.

### Правила
Контроль часу становить 120 хвилин для перших 40 ходів та 30 хвилин для решти партії плюс 30-секундний приріст на кожен хід, починаючи з сорок першого. Гравці отримують 1 очко за перемогу, ½ очка за нічию і 0 очок за поразку. Нічия за згодою неможлива до завершення 40 ходу.
Тай-брейки за перше місце вирішуються таким чином:
- Гравці зіграють дві швидкі партії по 15 хвилин плюс 10 секунд на хід. Якщо відбулася нічия від трьох до шести сторін, буде зіграно один круговий раунд. Якщо сім або вісім гравців будуть рівними, зіграється одна кругова система з лімітом часу 10 хвилин плюс 5 секунд на хід.
- Якщо після партій у швидкі шахи все ще буде нічия за перше місце, учасники зіграють дві бліц-партії по 3 хвилини плюс 2 секунди на хід. У разі нічиєї більше ніж двох гравців відбудеться один круговий раунд.
- Якщо після цих бліц-шахів досі буде нічия за першість, гравці зіграють у бліц-турнірі з вибуванням з таким же контролем часу. У кожному міні-матчі запропонованого турніру з вибуванням гравець, який першим виграє гру, виграє міні-матч.

Нічиї за інші місця будуть вирішені за, по порядку: (1) коефіцієнтом Бергера; (2) загальна кількість перемог; (3) рахунок у матчах одна проти одної; (4) жеребкування.
Призові гроші становлять 48 000 євро за перше місце, 36 000 євро за друге і 24 000 євро за третє (гравці з однаковою кількістю очок ділять призові гроші, незалежно від тай-брейків), плюс 3 500 євро за щопівочка для кожного учасника, із загальним призовим фондом 500 000 євро. 

### Розклад
Тури починаються о 14:30 за місцевим часом (21:30 за Києвом).
| Дата                 | Подія                                         |
| -------------------- | --------------------------------------------- |
| Середа, 3 квітня     | Церемонія відкриття                           |
| Четвер, 4 квітня     | Раунд 1                                       |
| П'ятниця, 5 квітня   | Раунд 2                                       |
| Субота, 6 квітня     | Раунд 3                                       |
| Неділя, 7 квітня     | Раунд 4                                       |
| Понеділок, 8 квітня  | Відпочинок                                    |
| Вівторок, 9 квітня   | Раунд 5                                       |
| Середа, 10 квітня    | Раунд 6                                       |
| Четвер, 11 квітня    | Раунд 7                                       |
| П'ятниця, 12 квітня  | Відпочинок                                    |
| Субота, 13 квітня    | Раунд 8                                       |
| Неділя, 14 квітня    | Раунд 9                                       |
| Понеділок, 15 квітня | Раунд 10                                      |
| Вівторок, 16 квітня  | Відпочинок                                    |
| Середа, 17 квітня    | Раунд 11                                      |
| Четвер, 18 квітня    | Раунд 12                                      |
| П'ятниця, 19 квітня  | Відпочинок                                    |
| Субота, 20 квітня    | Раунд 13                                      |
| Неділя, 21 квітня    | Раунд 14                                      |
| Понеділок, 22 квітня | Тай-брейки (якщо потрібно) Церемонія закриття |

## Результати

### Результати ігор
ФІДЕ оголосила парування на турнір у березні 2024 року. Дебюти в іграх вказано за The Week in Chess.
| Раунд 1 (4 квітня 2024)  | Раунд 1 (4 квітня 2024) | Раунд 1 (4 квітня 2024) | Раунд 1 (4 квітня 2024)                    |
| ------------------------ | ----------------------- | ----------------------- | ------------------------------------------ |
| Фабіано Каруана          | ½–½                     | Хікару Накамура         | B56 Сицилійський захист, венеційська атака |
| Ніджат Абасов            | ½–½                     | Ян Непомнящий           | D53 Відхилений ферзевий гамбіт             |
| Аліреза Фіруджа          | ½–½                     | Рамешбабу Прагнанандха  | C83 Іспанська партія, відкритий            |
| Гукеш Доммараджу         | ½–½                     | Відіт Гуджраті          | D32 Захист Тарраша                         |
| Раунд 2 (5 квітня 2024)  |                         |                         |                                            |
| Хікару Накамура          | 0–1                     | Відіт Гуджраті          | C65 Іспанська партія, Берлін               |
| Рамешбабу Прагнанандха   | 0–1                     | Гукеш Доммараджу        | D30 Ферзевий гамбіт (без Кc3)              |
| Ян Непомнящий            | 1–0                     | Аліреза Фіруджа         | C65 Іспанська партія, Берлін               |
| Фабіано Каруана          | 1–0                     | Ніджат Абасов           | B30 Сицилійський захист, Россолімо         |
| Раунд 3 (6 квітня 2024)  |                         |                         |                                            |
| Ніджат Абасов            | ½–½                     | Хікару Накамура         | D10 Слов'янський захист                    |
| Аліреза Фіруджа          | ½–½                     | Фабіано Каруана         | B30 Сицилійський захист, Россолімо         |
| Гукеш Доммараджу         | ½–½                     | Ян Непомнящий           | E01 Каталонський початок                   |
| Відіт Гуджраті           | 0–1                     | Рамешбабу Прагнанандха  | C70 Іспанська партія                       |
| Раунд 4 (7 квітня 2024)  |                         |                         |                                            |
| Хікару Накамура          | ½-½                     | Рамешбабу Прагнанандха  | C77 Іспанська партія, Андерсен             |
| Ян Непомнящий            | 1–0                     | Відіт Гуджраті          | C67 Іспанська партія, Берлін               |
| Фабіано Каруана          | ½-½                     | Гукеш Доммараджу        | C50 Італійська партія                      |
| Ніджат Абасов            | ½-½                     | Аліреза Фіруджа         | E32 Захист Німцовича, класична             |
| Раунд 5 (9 квітня 2024)  |                         |                         |                                            |
| Аліреза Фіруджа          | 0–1                     | Хікару Накамура         |                                            |
| Гукеш Доммараджу         | 1–0                     | Ніджат Абасов           |                                            |
| Відіт Гуджраті           | ½–½                     | Фабіано Каруана         |                                            |
| Рамешбабу Прагнанандха   | ½–½                     | Ян Непомнящий           |                                            |
| Раунд 6 (10 квітня 2024) |                         |                         |                                            |
| Гукеш Доммараджу         | ½–½                     | Хікару Накамура         |                                            |
| Відіт Гуджраті           | 1–0                     | Аліреза Фіруджа         |                                            |
| Рамешбабу Прагнанандха   | 1–0                     | Ніджат Абасов           |                                            |
| Ян Непомнящий            | ½–½                     | Фабіано Каруана         |                                            |
| Раунд 7 (11 квітня 2024) |                         |                         |                                            |
| Хікару Накамура          | ½–½                     | Ян Непомнящий           |                                            |
| Фабіано Каруана          | ½–½                     | Рамешбабу Прагнанандха  |                                            |
| Ніджат Абасов            | ½–½                     | Відіт Гуджраті          |                                            |
| Аліреза Фіруджа          | 1–0                     | Гукеш Доммараджу        |                                            |

| Раунд 8 (13 квітня 2024)  | Раунд 8 (13 квітня 2024) | Раунд 8 (13 квітня 2024) | Раунд 8 (13 квітня 2024) |
| ------------------------- | ------------------------ | ------------------------ | ------------------------ |
| Хікару Накамура           | 1–0                      | Фабіано Каруана          |                          |
| Ян Непомнящий             | ½–½                      | Ніджат Абасов            |                          |
| Рамешбабу Прагнанандха    | ½–½                      | Аліреза Фіруджа          |                          |
| Відіт Гуджраті            | 0–1                      | Гукеш Доммараджу         |                          |
| Раунд 9 (14 квітня 2024)  |                          |                          |                          |
| Відіт Гуджраті            | 1–0                      | Хікару Накамура          |                          |
| Гукеш Доммараджу          | ½–½                      | Рамешбабу Прагнанандха   |                          |
| Аліреза Фіруджа           | ½–½                      | Ян Непомнящий            |                          |
| Ніджат Абасов             | ½–½                      | Фабіано Каруана          |                          |
| Раунд 10 (15 квітня 2024) |                          |                          |                          |
| Хікару Накамура           | 1–0                      | Ніджат Абасов            |                          |
| Фабіано Каруана           | 1–0                      | Аліреза Фіруджа          |                          |
| Ян Непомнящий             | ½–½                      | Гукеш Доммараджу         |                          |
| Рамешбабу Прагнанандха    | ½–½                      | Відіт Гуджраті           |                          |
| Раунд 11 (17 квітня 2024) |                          |                          |                          |
| Рамешбабу Прагнанандха    | 0–1                      | Хікару Накамура          |                          |
| Відіт Гуджраті            | 0–1                      | Ян Непомнящий            |                          |
| Гукеш Доммараджу          | ½–½                      | Фабіано Каруана          |                          |
| Аліреза Фіруджа           | 1–0                      | Ніджат Абасов            |                          |
| Раунд 12 (18 квітня 2024) |                          |                          |                          |
| Хікару Накамура           | 1–0                      | Аліреза Фіруджа          |                          |
| Ніджат Абасов             | 0–1                      | Гукеш Доммараджу         |                          |
| Фабіано Каруана           | 1–0                      | Відіт Гуджраті           |                          |
| Ян Непомнящий             | ½-½                      | Рамешбабу Прагнанандха   |                          |
| Раунд 13 (20 квітня 2024) |                          |                          |                          |
| Ян Непомнящий             | ½–½                      | Хікару Накамура          |                          |
| Рамешбабу Прагнанандха    | 0–1                      | Фабіано Каруана          |                          |
| Відіт Гуджраті            | ½–½                      | Ніджат Абасов            |                          |
| Гукеш Доммараджу          | 1–0                      | Аліреза Фіруджа          |                          |
| Раунд 14 (21 квітня 2024) |                          |                          |                          |
| Хікару Накамура           | ½–½                      | Гукеш Доммараджу         |                          |
| Аліреза Фіруджа           | ½–½                      | Відіт Гуджраті           |                          |
| Ніджат Абасов             | 0–1                      | Рамешбабу Прагнанандха   |                          |
| Фабіано Каруана           | ½–½                      | Ян Непомнящий            |                          |

### Очки за раундом
В таблиці вказано різницю між кількістю перемог та поразок станом на кожен раунд. Зеленим кольором щораунду показано гравців з найвищою кількістю очок, червоним — тих, хто вже не може виграти турнір.
| Місце | Гравець                        | Раунди | Раунди | Раунди | Раунди | Раунди | Раунди | Раунди | Раунди | Раунди | Раунди | Раунди | Раунди | Раунди | Раунди |
| Місце | Гравець                        | 1      | 2      | 3      | 4      | 5      | 6      | 7      | 8      | 9      | 10     | 11     | 12     | 13     | 14     |
| ----- | ------------------------------ | ------ | ------ | ------ | ------ | ------ | ------ | ------ | ------ | ------ | ------ | ------ | ------ | ------ | ------ |
| 1     | Гукеш Доммараджу (Індія)       | =      | +1     | +1     | +1     | +2     | +2     | +1     | +2     | +2     | +2     | +2     | +3     | +4     | +4     |
| 2     | Хікару Накамура (США)          | =      | −1     | −1     | −1     | =      | =      | =      | +1     | =      | +1     | +2     | +3     | +3     | +3     |
| 3     | Ян Непомнящий (ФІДЕ)           | =      | +1     | +1     | +2     | +2     | +2     | +2     | +2     | +2     | +2     | +3     | +3     | +3     | +3     |
| 4     | Фабіано Каруана (США)          | =      | +1     | +1     | +1     | +1     | +1     | +1     | =      | =      | +1     | +1     | +2     | +3     | +3     |
| 5     | Рамешбабу Прагнанандха (Індія) | =      | −1     | =      | =      | =      | +1     | +1     | +1     | +1     | +1     | =      | =      | −1     | =      |
| 6     | Відіт Гуджраті (Індія)         | =      | +1     | =      | −1     | −1     | =      | =      | −1     | =      | =      | −1     | −2     | −2     | −2     |
| 7     | Аліреза Фіруджа (Франція)      | =      | −1     | −1     | −1     | −2     | −3     | −2     | −2     | −2     | −3     | −2     | −3     | −4     | −4     |
| 8     | Ніджат Абасов (Азербайджан)    | =      | −1     | −1     | −1     | −2     | −3     | −3     | −3     | −3     | −4     | −5     | −6     | −6     | −7     |

### Турнірна таблиця
| Місце | Гравець                        | Очки     | КБ    | Перемоги |
| ----- | ------------------------------ | -------- | ----- | -------- |
| 1     | Гукеш Доммараджу (Індія)       | 9 / 14   | 57    | 5        |
| 2     | Хікару Накамура (США)          | 8,5 / 14 | 56    | 5        |
| 3     | Ян Непомнящий (ФІДЕ)           | 8,5 / 14 | 56    | 3        |
| 4     | Фабіано Каруана (США)          | 8,5 / 14 | 54    | 4        |
| 5     | Рамешбабу Прагнанандха (Індія) | 7 / 14   | 42,5  | 3        |
| 6     | Відіт Гуджраті (Індія)         | 6 / 14   | 40,25 | 3        |
| 7     | Аліреза Фіруджа (Франція)      | 5 / 14   | 32,75 | 2        |
| 8     | Ніджат Абасов (Азербайджан)    | 3,5 / 14 | 25,5  | 0        |

## Зовнішні посилання
- Офіційний сайт
- Правила